# Каролина Клюфт
Каролина Клюфт (на шведски: Carolina Klüft, klʏft) е шведска лекоатлетка, олимпийска шампионка и трикратна световна шампионка в дисциплината седмобой.
Клюфт печели световната титла на световните първенства по лека атлетика през 2003, 2005 и 2007 година и олимпийската титла в Атина през 2004 г. 

## Биография
Клюфт е родена на 2 февруари 1983 г. в семейството на професионален футболист и състезателка по дълъг скок с успехи на национално ниво. Започва да спортува лека атлетика на 12-годишна възраст. Започва да се състезава в дисциплината петобой когато е 16-годишна. Година по-късно печели световната титла за девойки. През 2002 г. печели титлата отново с рекорд на първенствата от 6470 точки. 
През 2002 г. печели бронзов медал от европейското първенство в зала. Печели златния медал на европейското първенство същата година със световен рекорд за девойки от 6542 точки. През 2003 г. печели първата си световна титла – в седмобоя, преминавайки границата от 7000 точки. Печели олимпийската титла през 2004 г., втора световна титла през 2005 и втора европейска титла през 2006 г. 
След третата си световна титла в седмобоя през 2007 г. Клюфт се отказва от дисциплината поради липса на конкуренция. Класира се за финала в дисциплината дълъг скок на олимпийските игри в Пекин през 2008 година, в който остава девета. Там участва и в тройния скок, където завършва на 12-о място. 
На световното първенство през 2011 г. завършва пета в дългия скок. 